# Polonia Airways
Polonia Airways – polskie linie lotnicze, działające w latach dziewięćdziesiątych XX wieku. Obsługiwały loty m.in. do: Ałmaty, Berlina, Aten, Moskwy i innych miejsc. Linie wykonywały także loty czarterowe.

## Flota
Samoloty zostały przejęte od Polnippon Cargo. Obydwa o dość tajemniczej historii wcześniej, jak i później u następnych przewoźników.
Flota linii Polonia Airways składała się:
| Model           | Liczba | Znaki rejestracyjne | Numer fabryczny     | Uwagi                                           |
| --------------- | ------ | ------------------- | ------------------- | ----------------------------------------------- |
| Iliuszyn Ił-18D | 2      | SP-FNW SP-FNZ       | 186009202 188010903 | Poprzednie znaki SP-FNB Poprzednie znaki SP-FNC |

SP-FNZ (u następnego przewoźnika 3D-SBZ) został później zniszczony przez samolot lotnictwa Zimbabwe, na lotnisku w Demokratycznej Republice Konga.